# 日本チェーンドラッグストア協会
一般社団法人日本チェーンドラッグストア協会（にほんチェーンドラッグストアきょうかい）は、ドラッグストアチェーンの小売業団体である。設立は1999年（平成11年）。略称はJACDS。日本チェーンストア協会のドラッグストア版といえる。

## 所在地
- 本部：神奈川県横浜市港北区新横浜2-5-10
- 東京事務所:東京都港区虎ノ門1-15-10

## 現職役員
- 会長:池野隆光（ウエルシアホールディングス株式会社代表取締役会長）
- 副会長:樋口俊一（元ヒグチ産業株式会社代表取締役会長・元衆議院議員）
- 副会長:江黒純一（株式会社クスリのマルエ取締役会長）
- 副会長:皆川友夫（株式会社アカカベ代表取締役会長）
- 副会長:浦上晃之（ゴダイ株式会社代表取締役社長）
- 副会長:榊原栄一（スギホールディングス株式会社代表取締役社長）
- 副会長:根津孝一（株式会社ぱぱす代表取締役会長）

## 歴代会長
- 初代：松本南海雄（株式会社マツモトキヨシホールディングス）
- 第2代：寺西忠幸（キリン堂ホールディングス）
- 第3代：関口信行（龍生堂本店）
- 第4代：青木桂生（クスリのアオキホールディングス）
- 第5代：池野隆光（ウエルシアホールディングス）

## 会員企業数
- 正会員（133社）
- 賛助会員（223社）
- 個人会員（20名）
- 学校団体（26団体）

（2019年6月末現在）

## JACDS勤務薬剤師会
2009年より加盟企業に勤務する薬剤師の資質や地位の向上などを目的としたJACDS勤務薬剤師会がある。独立した団体ではなく会費を取らない運営委員会形式で運営されており加盟ドラッグストア企業の薬剤師担当責任者クラスが会員メンバーに登録している。日本薬剤師会とは関係なく対立関係でもない。あくまで加盟企業に勤務する薬剤師の総合的サポートを行い、資質や地位の向上を図る活動を行う事を目的としている。